# Резе-1 (кантон)
Резе-1 (фр. Rezé-1) — кантон во Франции, находится в регионе Пеи-де-ла-Луар, департамент Атлантическая Луара. Входит в состав округа Нант.

## История
Кантон образован в результате реформы 2015 года. В его состав вошли коммуны упразднённых кантонов Буе и Резе.

## Состав кантона с 22 марта 2015 года
В состав кантона входят коммуны (население по данным Национального института статистики за 2019 г.):
- Брен (2 849 чел.)
- Бугне (19 903 чел.)
- Буэй (8 008 чел.)
- Резе (5 243 чел., южные кварталы)
- Сен-Леже-ле-Винь (1 939 чел.)
- Сент-Эньян-Гранльё (3 954 чел.)

## Политика
На президентских выборах 2022 г. жители кантона отдали в 1-м туре Эмманюэлю Макрону 29,8 % голосов против 27,0 % у Жана-Люка Меланшона и 16,5 % у Марин Ле Пен; во 2-м туре в кантоне победил Макрон, получивший 69,9 % голосов. (2017 год. 1 тур: Эмманюэль Макрон – 30,1 %, Жан-Люк Меланшон – 25,8 %, Франсуа Фийон – 14,0 %, Марин Ле Пен – 13,3 %; 2 тур: Макрон – 78,7 %. 2012 год. 1 тур: Франсуа Олланд — 36,3 %, Николя Саркози — 20,2 %, Жан-Люк Меланшон — 14,3 %; 2 тур: Олланд — 60,3 %).
С 2015 года кантон в Совете департамента Атлантическая Луара представляют бывший вице-мэр города Бугне Мирьям Бижар (Myriam Bigeard) и вице-мэр коммуны Буэй Фредди Эрвошон (Freddy Hervochon) (оба — Социалистическая партия).
|                | Кандидаты                       | Партия                  | Первый тур | Первый тур     | Второй тур | Второй тур |
| Кол-во голосов | Кандидаты                       | Партия                  | % голосов  | Кол-во голосов | % голосов  |            |
| -------------- | ------------------------------- | ----------------------- | ---------- | -------------- | ---------- | ---------- |
|                | Мирьям Бигар Фредди Эрвошон     | Социалистическая партия | 3 405      | 38,04          | 5 755      | 58,96      |
|                | Фабрис Баскуль Софи Паважо      | Разные правые           | 2 541      | 28,38          | 4 006      | 41,04      |
|                | Анн-Мирьям Душман Ронан Гриппе  | Правоцентристский блок  | 1 339      | 14,96          |            |            |
|                | Франсуа Лельевр Мари-Пьер Ратес | Непокорённая Франция    | 870        | 9,72           |            |            |
|                | Жюли Кошен Николя Прутьер       | Коммунистическая партия | 797        | 8,90           |            |            |

|                | Кандидаты                       | Партия                  | Первый тур | Первый тур     | Второй тур | Второй тур |
| Кол-во голосов | Кандидаты                       | Партия                  | % голосов  | Кол-во голосов | % голосов  |            |
| -------------- | ------------------------------- | ----------------------- | ---------- | -------------- | ---------- | ---------- |
|                | Мирьям Бигар Фредди Эрвошон     | Социалистическая партия | 4 829      | 33,78          | 7 491      | 59,56      |
|                | Эрван Гуиф Франсуаза Раб        | Правый блок             | 3 308      | 23,14          | 5 086      | 40,44      |
|                | Уилфрид ван Льямп Стефани Симон | Национальный фронт      | 2 729      | 19,09          |            |            |
|                | Катрин Тиберж Венсан Эгрон      | Разные левые            | 2 478      | 17,33          |            |            |
|                | Валери Виймен Ив Деведек        | Левый фронт             | 759        | 5,31           |            |            |
|                | Оливье Терьян Мари-Беатрис Тоне | Крайне левые            | 192        | 1,34           |            |            |